# Ágost Zichy
Ágost Zichy, född 14 juni 1852 i Penzing, död 4 oktober 1925 i Wien, var en ungersk greve och politiker. Han var son till Ferenc Zichy, bror till József Zichy och kusin till Géza Zichy.
Zichy var 1879–83 riksdagsdeputerad, 1883–92 guvernör i Fiume och blev 1910 överste hovmarskalk. Tillsammans med brodern Jószef företog han omfattande forskningsresor till Nederländska Indien, Östasien, Sibirien och Kanada, vilka han skildrade i flera arbeten.